# Felicità ad oltranza
Felicità ad oltranza è un film documentario del 1982 diretto da Paolo Quaregna.
Il documentario ha segnato l'esordio alla regia di Paolo Quaregna ed è stato presentato al Festival internazionale Cinema giovani 1982 di Torino nella sezione tematiche giovanili e al Festival di Berlino 1983.

## Trama
Il tema del documentario è il disagio mentale e vede come protagonisti gli ospiti di una "comunità alloggio" del torinese, tutti giovani fra i venti e i trent'anni. Il filo conduttore del film sono i loro racconti, i deliri, le loro espressioni artistiche e la voglia di comunicare. A completare la narrazione sono le interviste a medici, operatori sociali e parenti sulla malattia mentale e i suoi rimedi.